# Эритрея
Эритре́я, официальное название — Госуда́рство Эритре́я (тигринья ሃገረ ኤርትራ [haˈgɐrɐ ˈertra], араб. دولة إرتريا‎ [ˈdawlat irītriyyā], англ. State of Eritrea [sˈteɪt ɒv ˌɛrɪˈtriː.ə]) — государство в Восточной Африке на побережье Красного моря в районе Африканского Рога. Столица и крупнейший город — Асмэра.
Граничит с Суданом на западе, Эфиопией на юге и Джибути на востоке. Имеет площадь в 117 600 км².
Эритрея является многонациональной страной с населением примерно в шесть миллионов человек, состоящим из девяти признанных этнических групп.
Большинство населения составляют народы тиграи (55 % населения) и тигре (30 % населения), кроме того, существует целый ряд этнических меньшинств. Основная часть населения исповедует христианство и ислам.
Современная Эритрея создавалась путём включения в колониальные владения королевства Италия независимых отдельных царств и султанатов (например, Медри-Бахр и Аусса), что в конечном счёте привело к образованию Итальянской Эритреи. В 1952 году Эритрея стала частью Федерации Эфиопии и Эритреи, ликвидированной в 1962 году.
По итогам войны за независимость Эритреи в апреле 1993 года был проведён референдум, на котором 99,83 % граждан высказалось за независимость Эритреи. Военные действия между Эритреей и Эфиопией сохранялись, что привело к эфиопско-эритрейскому конфликту 1998—2000 годов и последующим столкновениям с Джибути и Эфиопией.
Эритрея является однопартийным государством, в котором национальные законодательные выборы неоднократно переносились. Де-факто является тоталитарной диктатурой. Согласно Human Rights Watch, правозащитной организации, эритрейское правительство считается одним из худших в мире. Эритрейское правительство назвало эти обвинения политизированными. Из-за обязательной военной службы, на которую граждане призываются на неопределённый срок, некоторые эритрейцы покидают страну. Так как все местные средства массовой информации принадлежат государству, Эритрея также оценивается как государство с наименьшим уровнем свободы прессы в индексе свободы прессы. Эритрея — одна из немногих стран Африки (наряду с Ботсваной, Кабо-Верде, Маврикием, Малави, Намибией и ЮАР), где ни разу не было государственного переворота.
Эритрея является членом Африканского союза, Организации Объединённых Наций и МОВР, также является наблюдателем в Лиге арабских государств наряду с Бразилией, Венесуэлой, Индией и Турцией.

## Этимология
Топоним «Эритрея» (др.-греч. Ἐρυθραία) существовал ещё в древности, тогда он относился к побережью Красного моря в понимании древних, то есть включая также прибрежную часть Аравийского полуострова. В качестве названия государственного образования использован Италией в 1890 году для своей колонии — Итальянская Эритрея. Государство, образованное в 1993 году, унаследовало это название. Этимология, по-видимому, восходит к латинскому названию Красного моря (лат. Mare Erythraeum, от др.-греч. ἐρυθρός — «красный»), хотя есть точка зрения, что может происходить и от цвета почвы.

## История
Территория Эритреи входила в состав Аксумского царства, а позже эфиопского государства. В XVI веке порт Массауа попал под власть Османской империи, и в 1868 году турецкий султан передал управление им Египту.
С 1882 года началась колонизация Италией (порты Асэб и Массауа). С 1 января 1890 г. — провозглашёна колония Эритрея (от названия Красного моря на греческом языке, тот же корень содержится в понятии эритроциты — «красные кровяные тельца»). В 1895 году началась Первая итало-эфиопская война, завершившаяся в 1896 году мирным договором, определившим границы колонии.
Эритрея находилась под итальянским правлением до поражения итальянцев (в Эфиопии, Сомали и Эритрее) от сил Великобритании во время Второй мировой войны, весной 1941 года. После этого она управлялась британской военной администрацией до 1952 года, когда вошла в Федерацию Эфиопии и Эритреи.
В 1962 году император Эфиопии Хайле Селассие упразднил федеративное устройство страны, чем значительно усилил сепаратистские тенденции в регионе. Годом ранее группа эритрейских националистов во главе с Хамидом Авате начала Войну за независимость Эритреи, продолжавшуюся с разной интенсивностью более 30 лет, особенно после захвата власти в Эфиопии группой офицеров во главе с Менгисту Хайле Мариамом. Наиболее значительных успехов движение сопротивления добилось во время Огаденской войны, удачно использовав занятость эфиопской армии войной против Сомали и мусульманских повстанцев.
В конце 1980-х годов в условиях общего кризиса эфиопского социалистического государства эритрейские повстанцы не только взяли под свой контроль большую часть территории Эритреи, но и активно поддерживали действия повстанческого РДФЭН, лидером которого стал Мелес Зенауи. В 1991 году повстанцы вошли в Аддис-Абебу, Зенауи стал президентом Эфиопии, и через 2 года, после проведения референдума, была провозглашёна независимость Эритреи.
С 1993 года по настоящее время страной руководит группа ветеранов войны за независимость во главе с Исайясом Афеворки, сосредоточившая в своих руках все ветви власти в лице единственной легальной партии в стране — НФДС. Лидеры страны систематически отклоняют предложения о демократизации политической жизни и проведении выборов под предлогом слабости экономической базы страны и наличия иных приоритетов. Международные правозащитные организации регулярно критикуют положение дел в стране и выставляют низкие оценки ситуации с правами человека, свободой прессы в Эритрее и т. д.
В 1995 году Эритрея оспаривала принадлежность островов Ханиш с Йеменом. В итоге между государствами разгорелся вооружённый конфликт, в котором ни одной из сторон не удалось достичь военного успеха, но дипломатическая победа была скорее за Йеменом.
В 1998 году началась новая война с Эфиопией из-за спорных территорий, во время которой погибли десятки тысяч солдат с обеих сторон. Война привела к огромным экономическим и социальным потрясениям, оставив после себя разрушенную экономику, а также огромные заминированные площади земли. Страна подписала Конвенцию о запрете противопехотных мин в 2002 году. Война окончилась в 2000 году поражением Эритреи и заключением мирного договора, согласно которому за соблюдением прекращения огня должны наблюдать миротворческие силы ООН.
С 2008 года на территории Эритреи базируются вооружённые формирования эфиопских антиправительственных повстанцев Ginbot 7, во главе которых стоит Берхану Нега.
По утверждениям правительства Сомали и регионального блока IGAD, с 2006 года Эритрея оказывает активную помощь сомалийскому Союзу исламских судов и его союзникам. Эритрея поставляла мятежникам оружие и деньги, предоставляла убежище и пространство для политической деятельности исламским фундаменталистам и боевикам, эритрейские «добровольцы» участвовали в Гражданской войне на территории Сомали. По мнению правительства Сомали, основным мотивом такой стратегии является поддержка Эфиопией правительства Абдуллахи Юсуфа. Однако президент Исайяс Афеворки всё отрицает, утверждая, что подобные обвинения — происки агентов ЦРУ, стремящихся очернить светлый облик Эритреи.
С 10 по 13 июня 2008 года Эритрея находилась в состоянии войны с Джибути.
23 декабря 2009 года Совет безопасности ООН ввёл санкции в отношении Эритреи — эмбарго на поставки оружия в Эритрею, это решение было поддержано всеми постоянными членами Совета Безопасности, кроме Китая, который воздержался. Кроме того, эритрейским лидерам запрещён въезд в страны-члены ООН, а их счета в иностранных банках заморожены. Причиной эмбарго была названа поддержка Эритреей исламских боевиков в Сомали и приграничный конфликт с Джибути.
16 сентября 2018 года Эритрея подписала мирный договор с Эфиопией на правительственной встрече в городе Джидда в Саудовской Аравии. С 9 ноября 2020 года по 3 ноября 2022 Эритрея принимала участие в войне в Тыграе на стороне Эфиопии, что официально опровергалось президентом страны.

## География

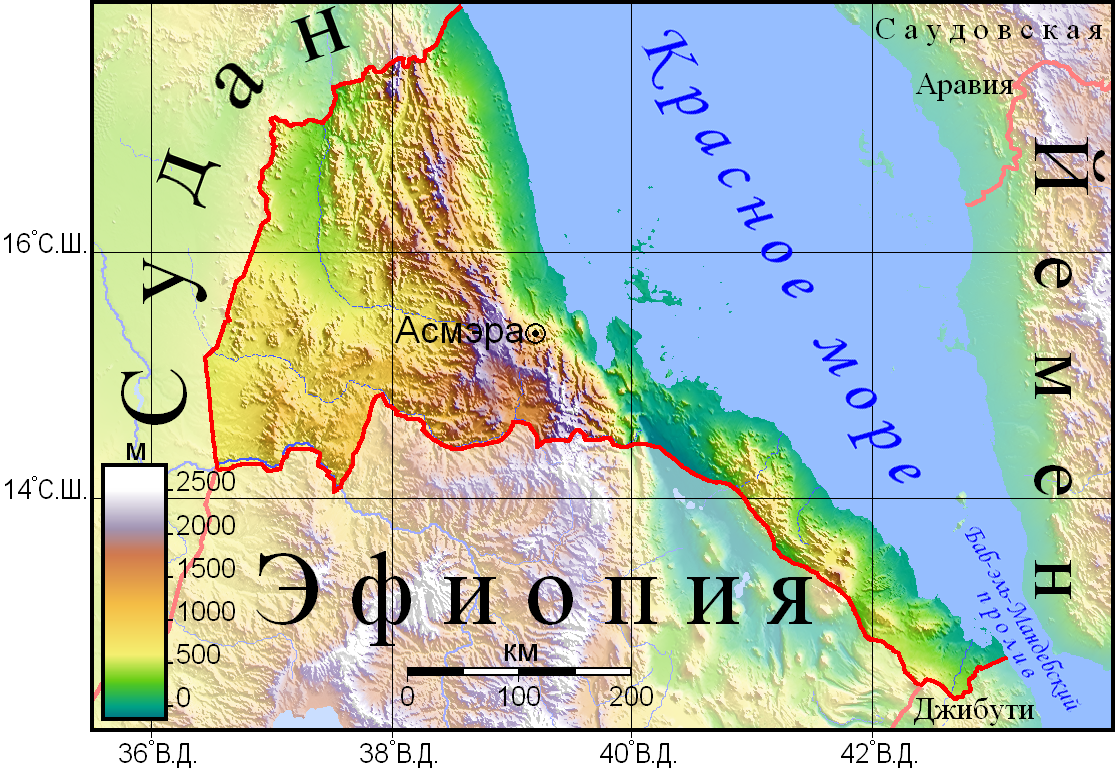
Рельеф Эритреи

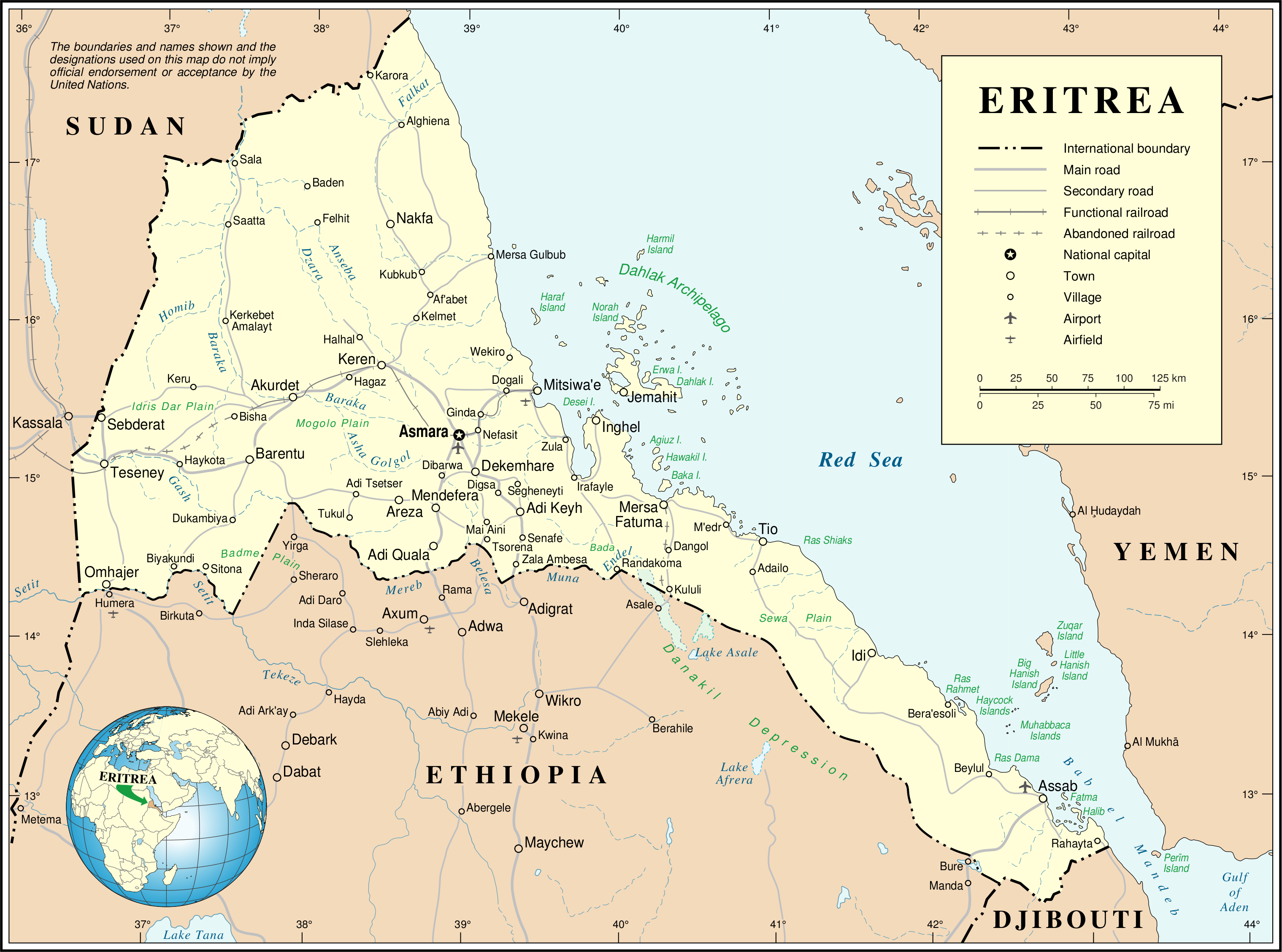
Подробная карта Эритреи

Эритрея — страна в Северо-Восточной Африке. Граничит с Джибути, Эфиопией и Суданом, на востоке омывается Красным морем. Бо́льшая часть территории страны лежит на Эритрейском плато Эфиопского нагорья. На юго-востоке находится впадина Афар. Площадь территории составляет 117,6 тысяч км², в том числе островная часть Эритреи — около 1,3 тыс.км². Столица — город Асмэра.
Реки Эритреи являются сезонными и не имеют постоянного течения (за исключением Тэкэзе); относятся к бассейну Нила, Красного моря или области внутреннего стока. Четырьмя крупнейшими в стране являются Тэкэзе, Мэрэб, Барака и Ансэба.
Два национальных парка: Дахлак Марин и Семенави Бахри.

### Животный мир
Достаточно богат мир животных и птиц: оливковый бабуин, газели, страусы, львы, слоны, большой и малые куду, горные козлы, леопарды, обезьяны, дукеры, африканские бородавочники, буйволы, бегемоты, гиены, дикобразы, зайцы, кабаны, крокодилы, носороги, грызуны, змеи, черепахи, шакалы, грифы, орлы, марабу, множество видов местных и перелётных птиц и другие. В районе архипелага Дахлак насчитывается 250 видов рыб, в том числе средиземноморских.

## Политическая структура
Глава государства и правительства — президент. По конституции должен избираться парламентом на 5-летний срок. С 24 мая 1993 года президент — Исайяс Афеворки. Выборы президента до сих пор не проводились, дата ближайших выборов не определена.
Законодательный орган — однопалатная Национальная ассамблея — 150 депутатов, из которых 75 члены ЦК правящей партии, а 75 человек избраны региональными ассамблея в 1997 году. Выборы были запланированы на декабрь 2001, но затем отложены на неопределённое время.
В Эритрее только одна легальная партия — Народный фронт за демократию и справедливость (глава — Исайяс Афеворки).

## Административно-территориальное деление

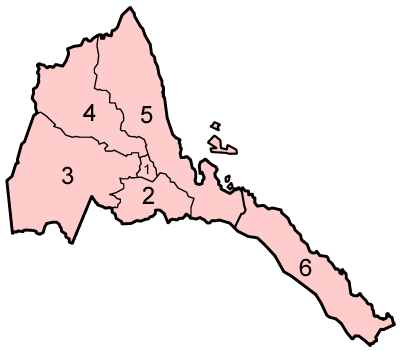
Провинции Эритреи

| № на карте | Провинция                                 | Адм. центр            | Площадь, км² | Население, (2005) чел. | Плотность, чел./км² |
| ---------- | ----------------------------------------- | --------------------- | ------------ | ---------------------- | ------------------- |
| 1          | Маэкель (Центральная)                     | Асмэра                | 1 300        | 675 700                | 519,77              |
| 2          | Дэбуб (Южная)                             | Мэндэфэра (Адди-Угри) | 8 000        | 952 100                | 119,01              |
| 3          | Гаш-Барка                                 | Барэнту               | 33 200       | 708 800                | 21,35               |
| 4          | Ансэба                                    | Кэрэн                 | 23 200       | 549 000                | 23,66               |
| 5          | Сэмиэн-Кэй-Бахри (Северная Красного Моря) | Массауа               | 27 800       | 653 300                | 23,50               |
| 6          | Дэбуб-Кэй-Бахри (Южная Красного Моря)     | Асэб                  | 27 600       | 83 500                 | 3,03                |
|            | Всего                                     |                       | 121 100      | 3 622 400              | 29,91               |

## Население

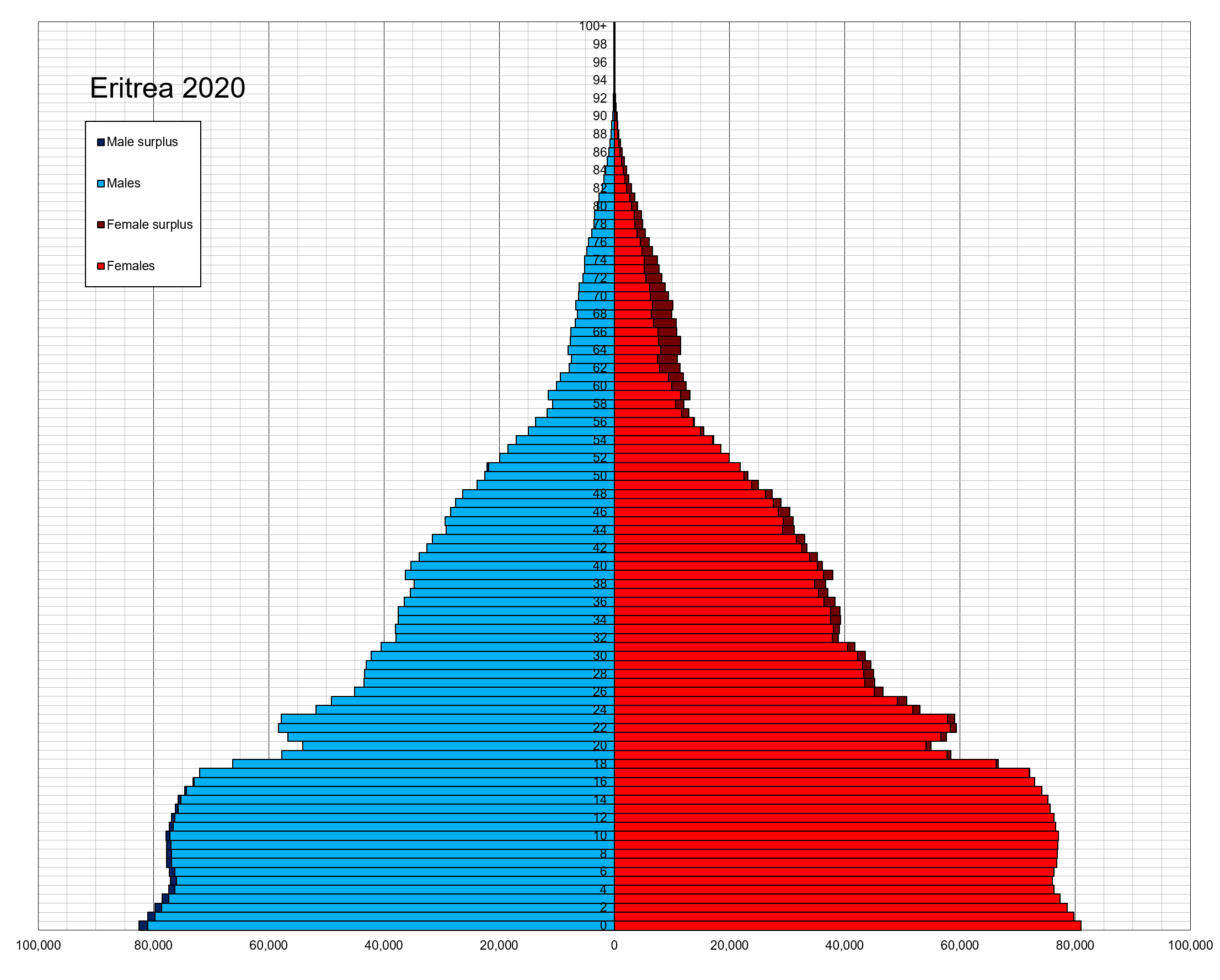
Возрастно-половая пирамида населения Эритреи на 2020 год

Численность населения — 6,08 млн (оценка на июль 2020 года).
Годовой прирост — 0,93 % (2020).
Фертильность — 3,73 рождений на женщину (2020).
Городское население — 41,3 % (2020).
Продолжительность жизни — 64 года у мужчин, 69 лет у женщин (2020).
Заражённость вирусом иммунодефицита (ВИЧ) — 0,7 % (по оценке 2018 года).
Грамотность — 84,4 % мужчин; 68,9 % женщин (по оценке 2018 года).
Этнический состав — тиграи 55 %, тигре и кунама 32 %, сахо 4 %, другие 9 %.

### Языки
Основными языками, на которых говорят в Эритрее, являются тигринья, тигре, кунама, билин, нара, сахо, афарский, беджа. Тигринья, арабский и английский языки служат рабочими языками. В Эритрее имеется девять этно-лингвистических групп.
Согласно конституции, Эритрея не имеет официальных языков, но тигринья и арабский язык — наиболее используемые.

### Религия

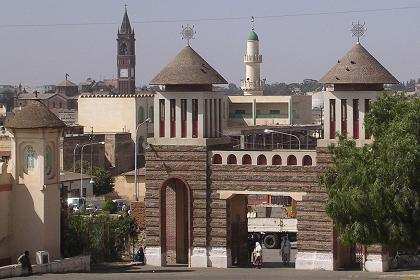
Православная церковь Энда Мариам (на переднем плане), католический собор и мечеть Аль Хулифа Аль Рашидун (на заднем плане слева и справа, соответственно) в столице Асмэра.

Религии: 62,9 % — христиане (57,7 % — православные, 5,2 % — др.), 36,6 % — мусульмане, 0,5 прочее (2022).
По конституции 1997 года в стране должна быть гарантирована религиозная свобода, однако в 2002 году правительство потребовало регистрации религиозных групп и под предлогом регистрации объявило вне закона все религии, кроме четырёх основных — ислам, Эритрейская православная церковь, Евангелическая (Лютеранская) церковь Эритреи и Римско-католическая церковь. Многочисленные остальные группы, включая пятидесятников, Свидетелей Иеговы, ортодоксальных реформистов, стали преследоваться, активисты были брошены в тюрьмы и подвергнуты пыткам.

## Экономика
Эритрея является одним из беднейших государств мира. Экономическая система — командного типа, контролируется правящей партией. Частные предприятия немногочисленны. ВВП — 9,702 млрд долл. США (оценка на 2017 г.). ВВП на душу населения по паритету покупательной способности — 1600 долл. (оценка на 2017 г., 217-е место в мире). В основе экономики — аграрный сектор.
Компания Red Sea Trading Corporation — крупнейший импортёр в стране (по данным на 2010 год).

### Промышленность
В 2015 году доля промышленности в ВВП составила 29,4 %. Налажена промышленная добыча соли из морской воды. Большинство предприятий обрабатывающей промышленности — обувной, пищевой, нефтеперерабатывающей, текстильной и пр. — подлежат восстановлению. Работают предприятия по переработке рыбы и производству мясо-молочной продукции, производству стекла, прохладительных напитков и пр. Хорошо развита кустарная промышленность.
C 2008 года развивается добывающая промышленность, в частности начата добыча золота, меди и цинка. В разработке месторождений полезных ископаемых активное участие принимают иностранные инвесторы из Китая. Власти Эритреи рассчитывают, что горнодобывающая промышленность со временем может стать одним из основных секторов национальной экономики.

### Сельское хозяйство
Доля сельского хозяйства в ВВП — 12,3 % (2015). В аграрном секторе занято 80 % населения. Страна испытывает острую нехватку плодородных земель, в том числе из-за интенсивного процесса эрозии почв. Обрабатываются около 5 % земель. Выращивают бананы, картофель, кукурузу, кунжут (сезам), овощи, папайю, просо, пшеницу, сорго, теф, хлопок, цитрусовые и др. Развиваются молочное животноводство, птицеводство, а также рыболовство (вылов анчоусов, лосося, сардин, тунца, барракуды). Страны Европейского союза и Япония предоставили стране финансовую помощь для развития рыбного хозяйства.

### Транспорт
Движение правостороннее. Действительны международные водительские права. В некоторых областях движение ночью запрещёно. Городской пассажирский транспорт (автобусы) работает без расписания до полного заполнения салона пассажирами. Имеется возможность взять автомобиль в аренду.
Автобусы ходят в любом направлении, как в городах, так и между ними. Такси можно остановить в любом месте вдоль главных улиц города. В такси не используются счётчики.
21 % дорог страны с твёрдым покрытием, так асфальт имеется между Кэрэном и Баренту (99 км), улучшено покрытие автодорог, связывающих Массауа и Ассаб (725 км), Мэндэферу и Баренту (210 км).
Аэропорты Эритреи обслуживают самолёты пяти региональных и международных авиалиний. Функционирует национальная авиакомпания. Эритрейская авиакомпания не выполняет регулярные пассажирские рейсы. В Эритрее постоянно увеличивается число авиалиний, которые предлагают свои услуги: Eritrean Airlines, Lufthansa, United Airlines, Saudia, Egypt Air, Yemenia, British Airways.

#### Пограничный контроль при пересечении Государственной границы
Пересечение границы может занять несколько часов. После захода солнца пограничные пункты закрыты.
При пересечении границы на автомобиле со стороны Судана (Кассале) необходимо действующее свидетельство о праве собственности на автомобиль, который вы ведёте (без аренды) и все (включая пассажиров) паспорта и визы должны быть в порядке, а также таможенные декларации (при необходимости).
Порты и гавани Асэбе, Массауа служат главным образом для мусульманских паломников.
Асфальтовые дороги соединяют столицу Асмара с Массауа и несколько других провинциальных городов. Кроме того, есть сотни километров грунтовых дорог, связывающих другие населённые пункты Эритреи.
В страну можно попасть на автотранспорте, въехав из одной из соседних стран: Джибути (пункт перехода Рахайта), Судана (Талатаашер, Гирмаика и Адибара) и, теоретически, из Эфиопии, которая имеет пограничные посты в Меребе, Омхайере, Лемасьене и Заланбезе.
Дорога Асмэра — Асэб — Джибути — грунтовая. Интенсивность движения низкая.

### Туризм
Для отдыха туристов — пляжный отдых, экскурсионные маршруты, сафари-туры. Затонувшие корабли, пещеры, кораллы, рифы и разнообразные обитатели Красного моря открывают возможности для дайвинга. В Эритрее работают дайвинг-центры. Долететь до Эритреи можно с пересадкой в Каире, Амстердаме, Франкфурте-на-Майне, Бейруте, Сане, Дохе, Дубае, Милане или Риме.
Подавляющее большинство исторических памятников (за исключением г. Асмэра) были разрушены в течение длительной войны.
Асмэра пользуется у туристов репутацией одной из самых безопасных столиц на африканском континенте.
Напряжённая ситуация между Эфиопией и Эритреей привела к большому количеству контрольно-пропускных пунктов и ограничений путешествия (временная зона безопасности). Большая часть страны закрыта для посещения, как в КНДР и Ливии. Официально вне столицы иностранцы не могут передвигаться без бесплатного пермита (специального разрешения) и проверить их могут везде, как и местное население призывного возраста. Продолжительность получения пермита — от нескольких часов до нескольких суток.
Посещение монастырей Эритрейской Православной Церкви (например, Debre Bizen и Debre Sina) осуществляется по пропуску, выданным Патриаршеством Эритрейской Православной Церкви. Посещение археологических участков Эритреи осуществляется по пропуску, выданным Национальным музеем. Разрешение на посещение острова Дахлак осуществляется территориальным органом Министерства туризма в Массауа.

### Финансы
Денежная единица — накфа (= 100 центов). Введёна в обращение в ноябре 1997 года. В 1993—1997 годах в обращении находился эфиопский быр. Полный спектр банковских услуг оказывает Коммерческий банк Эритреи.

### Внешняя торговля
Экспорт — 274 млн долл. (2017) — цинковая и медные руды (до 89 % от общей стоимости), скот, сорго.
Основные покупатели — Китай (158 млн долл.), Южная Корея (76,4 млн долл.), Испания (19,8 млн долл.) и Филиппины (6,97 млн долл.)
Импорт — 308 млн долл. (2017) — машины и оборудование, нефтепродукты, продовольствие, промышленная продукция.
Основные поставщики — Египет (97 млн долл.), Китай (42,8 млн долл.), Италия (31,5 млн долл.), Судан (19 млн долл.) и Бразилия (15,4 млн долл.).
Входит в международную организацию стран АКТ.

## Вооружённые силы
Состоят из сухопутных войск, военно-морских и военно-воздушных сил.
В мирное время в армии служат около 45 000 человек; резервные силы — 250 000 человек.
С 1998 в Эритрее введена обязательная пожизненная служба в армии.

## Культура
Эритрея — уникальный исторический регион, в долине Барка археологи обнаружили человеческое поселение, датируемое приблизительно 8000 годом до н. э. Большинство исторических достопримечательностей было разрушено за долгие годы войны, но некоторые архитектурные памятники сохранились. Среди них — находящиеся в столице коринфийские колонны неоклассического Дворца губернатора, романские портики Опера Хаус, католический собор, городская мечеть.

### Сувениры
Распространёны ремёсла и художественные промыслы: плетение из тростника, оливкового дерева, травы полихромных подносов, изделия из жемчуга, тарелок, изделия народных промыслов из кожи ягнят и глины, калебасы из древесной тыквы-горлянки (сосуд для питья горячих напитков), расписанные жанровыми сценками из народной жизни, наконечники стрел, барабаны, ковры, плетёные изделия, поделки из дерева и бумаги, подсвечники, ёмкости для соли и сахара, рамки для фотографий, щиты, копья, джебена (местное название кофейников) и других предметов домашнего обихода, как правило, ручной работы.
Развит ювелирный промысел. Изделия из золота и серебра продаются на вес. Изделия из слоновой кости продаются в сувенирных лавках, но международная торговля такими материалами запрещена. Мужчины и женщины носят длинную, широкую одежду, практичную и в жаркую, и в прохладную погоду. В центральных городах западная одежда была приспособлена к местной погоде. Мужчинам и женщинам рекомендуют не носить шорты и обтягивающую одежду за пределами туристических комплексов.
Обувь снимается при входе в мечеть и иногда при входе в церковь.

### Кухня
Основные компоненты — овёс, мука, бобовые, картофель, кукуруза. Популярные блюда: Кича — лепёшки из овса, широ — блюдо из гороховой муки с добавлением специй, фул — каша из бобовых, энбаша — большой, круглый, белый хлеб. Из фруктов балясы — плоды кактуса опунции, колючие и зелёные снаружи, сладкие и красные внутри. Эритрейский кофе толкут вручную, обжаривают, и заваривается в глиняном кувшине. Кухня насыщена фруктами (агава, финики, бананы, папайя, цитрусовые).
Эритрейская кухня в высокогорье (район Асмэры) состоит в основном из пряных блюд и очень похожа на эфиопскую пищу. Основным является плоский хлеб, сделанный из теста ферментированного зерна, сверху пряные тушёные овощи с мясом. Подают во многих ресторанах в стране. Как правило, ближневосточное блюдо «Шаан-Фуль» (фасоль тушёная) подаётся на завтрак с лавашем. Благодаря своей колониальной истории, итальянская кухня в изобилии, хотя и не слишком разнообразна по всей Эритрее.
Общие напитки в еде — swa, вид домашнего пива, и mies, напиток, полученный путём брожения мёда. Еда обычно сопровождается традиционной церемонией кофе, которая может занять несколько часов.
Наиболее распространёнными напитками является пиво, ближневосточный напиток «Araqi» (анисовая водка, по вкусу напоминающая Самбуку), а также вермуты и другие алкогольные напитки.